# José Luis Bustamante y Rivero
José Luis Bustamante y Rivero (Arequipa; 15 de janeiro de 1894 — Lima; 11 de janeiro de 1989) foi um advogado, diplomata, escritor e político peruano, tendo sido eleito presidente do Peru em 1945. Governou o país entre 28 de julho de 1945 a 29 de outubro de 1948, quando foi derrubado por um golpe de estado encabeçado pelo general Manuel A. Odría e exilado do país.
Homem de formação jurídica e reconhecida probidade, chegou ao poder representando uma aliança de partidos, a Frente Democrática Nacional (FDN), da que fazia parte o APRA, e governou o país com um apego às leis incomum na história peruana. Seu governo foi de amplas liberdades públicas, mas sofreu a oposição da APRA e da direita reacionária. Fato notável de seu gerenciamento foi estender a soberania peruana até duzentas milhas marítimas em 1947. Após ser derrubado do poder pelo general Odría, se exilou na Argentina e na França, tendo retornado ao Peru em 1956. Apesar de sua candidatura a presidência do Peru ter sido cogitada, Bustamante Y Rivero optou por abandonar a política e concentrou-se na carreira acadêmica, publicando vários livros. Na década de 1960 foi eleito para uma cadeira na Academia Peruana da Língua e foi admitido como juiz no Tribunal Internacional de Justiça, em Haia, vindo a presidir este tribunal entre 1967 e 1969.
José Luis Bustamante Y Rivero foi associado ao Rotary Club de Arequipa, no Peru.